# Luitgarda d'Alamània
Luitgarda d'Alamània, nascuda vers 776, morta el 4 de juny de 800 a Tours, fou una aristòcrata de l'època carolíngia, última esposa de Carlemany.

## Biografia
Princesa germànica, és la filla de Luitfrid II de Sundgau i d'Hiltruda de Wormsgau.
Vers el 794 es va casar amb Carlemany, poc després de la defunció de Fastrada de Francònia, la seva precedent esposa. Continua sent tanmateix poc coneguda, i potser el rei va trobar en ella una dona tranquil·la i virtuosa.
Alcuí lloa l'amor de Luitgarda per les cartes; d'ella, diu 
| « | A la reina li agrada conversar amb els homes savis i doctes; després dels seus exercicis de devoció, aquest és el seu més estimat passatemps. És plena de complaença per al rei, pietosa, irreprotxable i digna de tot l'amor de tal marit. | » |

A la cort fou honorada fins i tot pels fills de l'emperador. Practica també la caça.
Luitgarda no va donar fills al seu espòs. Va morir el 4 de juny del 800 al monestir de Saint-Martin de Tours, del qual l'abat era Alcuí, en el transcurs d'una gira de Carlemany per Nèustria, precedint el seu viatge a Roma. Hi fou inhumada. La seva tomba es troba sota la torre Carlemany.
El dia mateix de la mort de Luitgarda, Carlemany va signar un diploma fent del monestir de la Celle de Sant Pau de Cormery fundat per Itier, anterior abat de Saint-Martin de Tours, un establiment sufragani de l'abadia de Tours i va fer demanar per Alcuí a Benet d'Aniana, vint-i-dos dels seus monjos per implantar-hi la regla de sant Benet.
Després de la mort de Luitgarda, l'emperador ja no es va casar de nou, però va tenir diverses concubines.